# Radčice (Malonty)
Radčice (německy Radinetschlag) je malá vesnice, část obce Malonty v okrese Český Krumlov. Nachází se asi 2,5 km na východ od Malont. Je zde evidováno 16 adres.
Radčice leží v katastrálním území Radčice u Malont o rozloze 4,94 km².

## Historie
První písemná zmínka o vesnici pochází z roku 1368, kdy ves vlastnil Jindřich z Michalovic, od roku 1837 ves vlastnili Rožmberkové, pak Švamberkové a po nich Buquoyové. V roce 1676 celá ves (dvacet usedlostí) vyhořela.
V roce 1843 bylo v Radčicích 38 domů a 219 obyvatel.
V letech 1869-1930 osada obce Rapotice v okr. Kaplice, v r. 1950 osada obce Malonty v okr. Kaplice, od r. 1961 část obce Malonty v okr. Český Krumlov.
| Rok            | 1921 | 1930 | 1950 | 1961 | 1970 | 1980 | 1991 | 2001 | 2011 |
| Počet obyvatel | 219  | 167  | 11   | 50   | 19   | 19   | 10   | 5    | 6    |

Zdroj: Historický lexikon obcí ČR

## Památky a zajímavosti
- U silnice se nachází kamenná výklenková kaple s křížem.
- Ve vsi je v mapách značeno šest malých nádrží, jež jsou napájeny vodou z jednoho místního potoka.
- Silnice od Malont a Rapotic ve vsi končí jako takzvaně slepá.

## Galerie

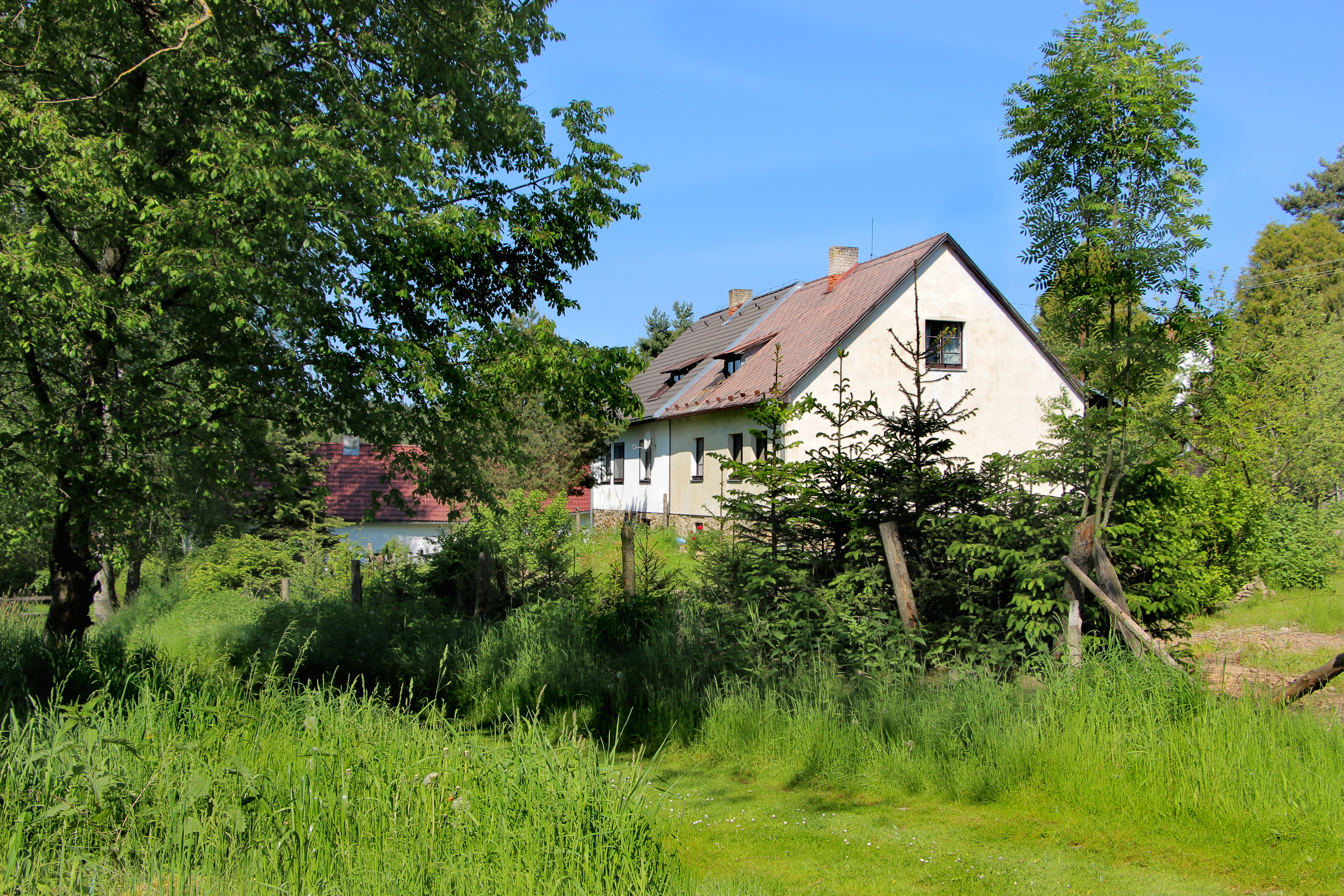
Dům čp. 36
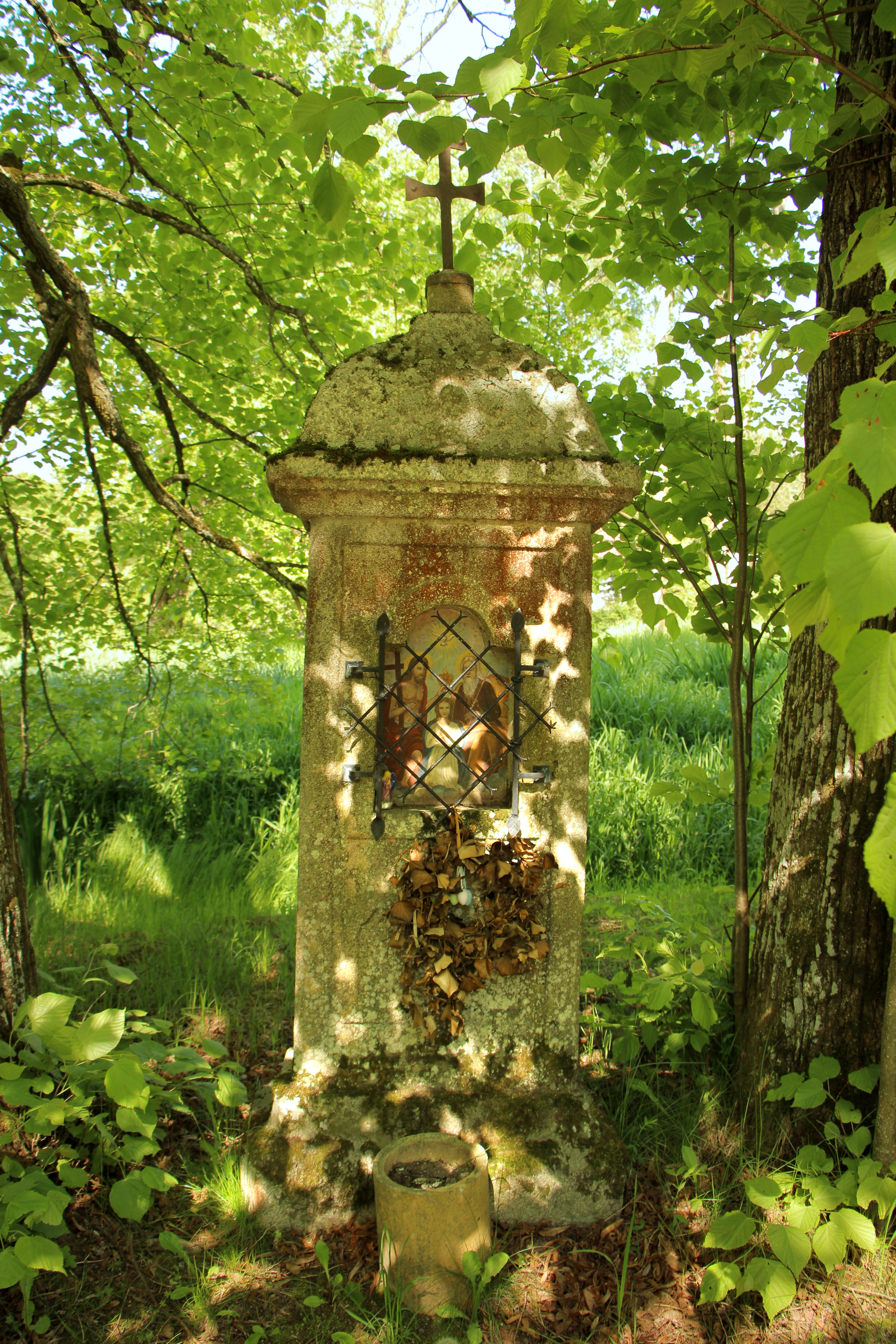
Kaplička s nikou a křížem u cesty
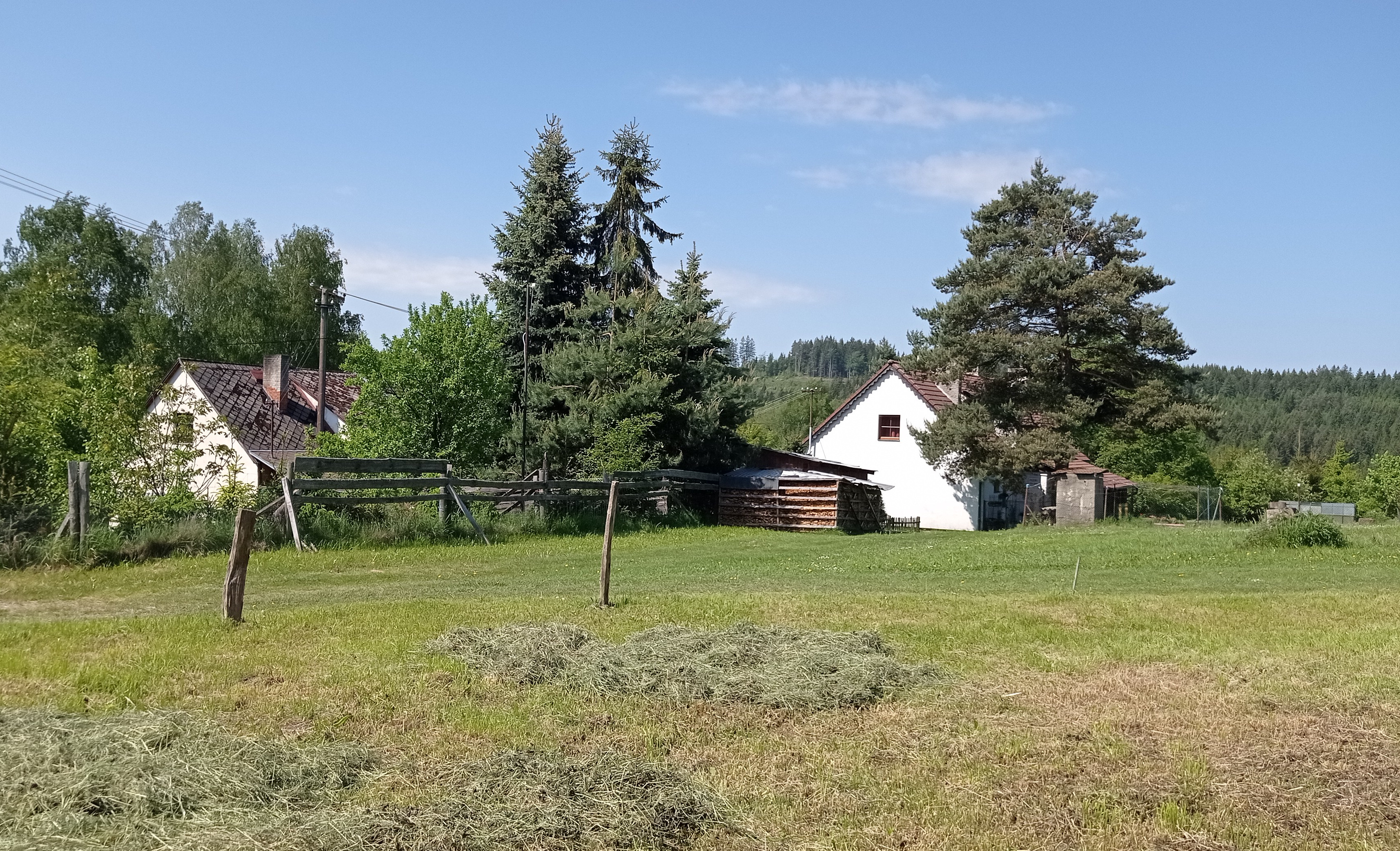
Domy v severní části vsi
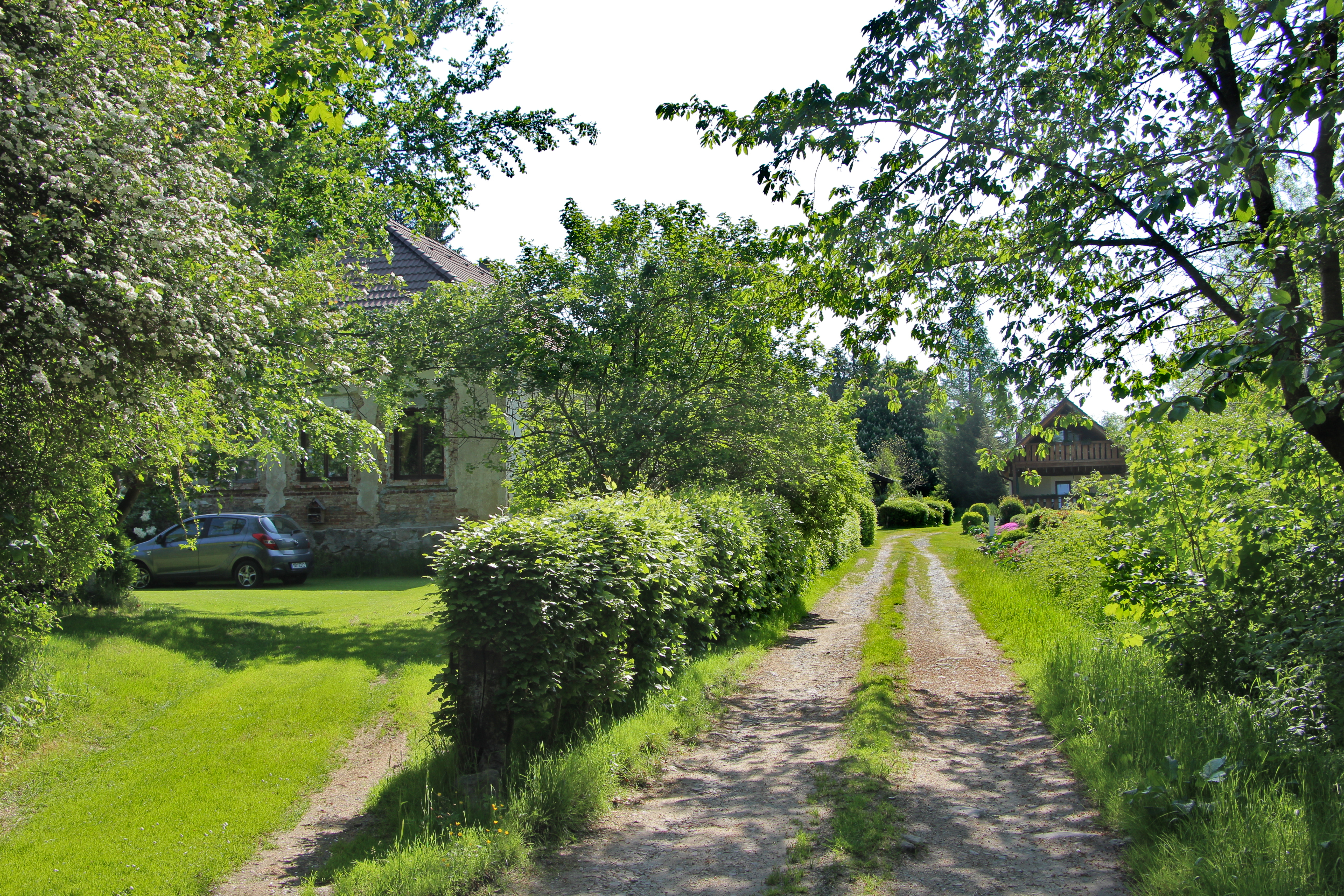
Zeleň v centru vsi